# Gambaiseuil
Gambaiseuil ist eine französische Gemeinde mit 65 Einwohnern (Stand: 1. Januar 2022) im Département Yvelines in der Region Île-de-France. Sie gehört zum Arrondissement Rambouillet und zum Kanton Rambouillet. Die Einwohner werden Gabisans genannt.

## Geographie
Gambaiseuil liegt etwa 46 Kilometer westsüdwestlich von Paris und etwa 14 Kilometer nordnordwestlich von Rambouillet. Die Gemeinde gehört zum Regionalen Naturpark Haute Vallée de Chevreuse. Umgeben wird Gambaiseuil von den Nachbargemeinden Gambais im Norden und Nordwesten, Grosrouvre im Nordosten, Saint-Léger-en-Yvelines im Süden und Osten, Condé-sur-Vesgre im Südwesten sowie Bourdonné im Westen.

## Bevölkerungsentwicklung
| Jahr                      | 1962 | 1968 | 1975 | 1982 | 1990 | 1999 | 2006 | 2013 | 2022 |
| Einwohner                 | 39   | 21   | 23   | 31   | 44   | 54   | 63   | 71   | 65   |
| Quelle: Cassini und INSEE |      |      |      |      |      |      |      |      |      |

## Sehenswürdigkeiten

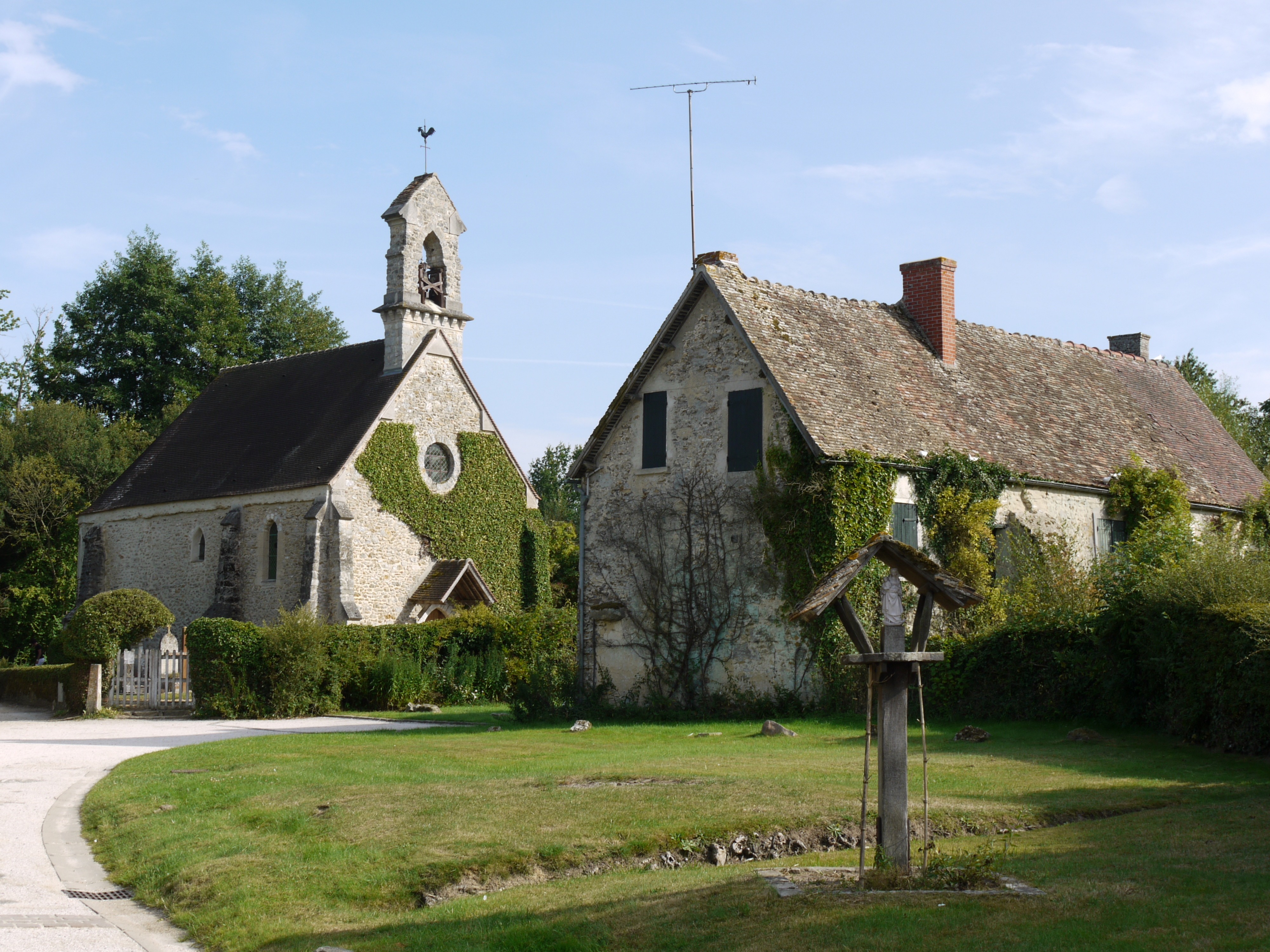
Kirche Sainte-Croix

- Kirche Sainte-Croix aus dem 16. Jahrhundert
- Schloss